# Rialto Towers
Las Rialto Towers (con frecuencia The Rialto) es un rascacielos situado en el 525 de Collins Street, en el lado occidental del distrito financiero de Melbourne, Australia. Es el segundo edificio de hormigón armado más alto del mundo y el edificio de oficinas más alto del Hemisferio Sur midiendo la altura de azotea (algunos otros rascacielos de Australia son más altos si se incluyen sus agujas y otras estructuras de Australia como antenas y torre de observación).
Rialto Towers contuvo la primera plataforma de observación pública en un rascacielos de Melbourne, que operó entre 1994 y el 31 de diciembre de 2009. Fue también la localización de la primera carrera vertical de Melbourne.  
Cuando se completó era el 23º edificio más alto del mundo y el segundo fuera de Estados Unidos (tras First Canadian Place en Toronto, Canadá).

## Antecedentes

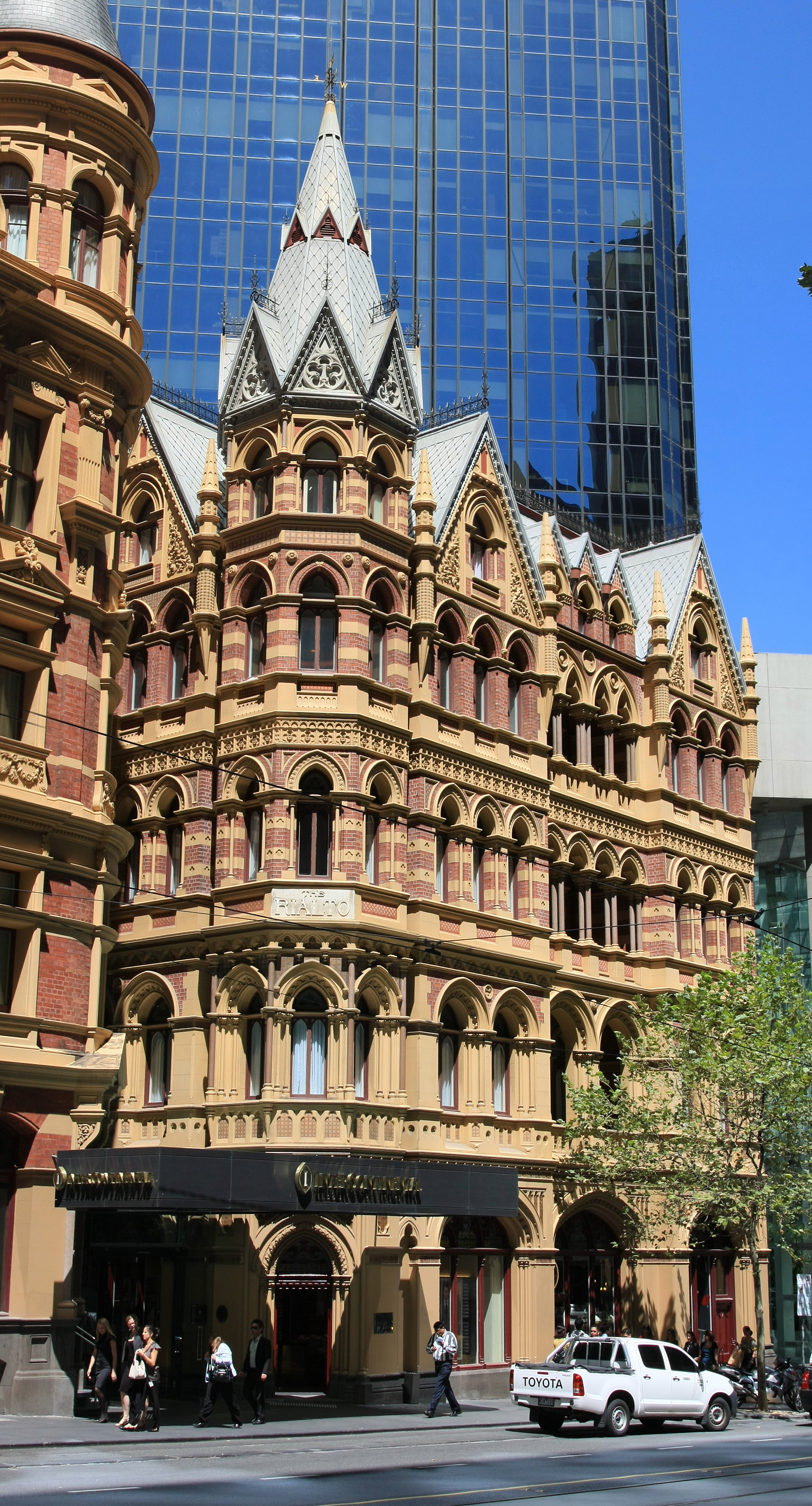
Los antiguos Rialto Building (derecha) y Winfield Building (izquierda) fueron mantenidos como parte del proyecto.

La parcela de Rialto Towers (rodeada por Flinders Lane, Collins Street, Winfield Square y Robbs Lane) estaba ocupada por varios edificios incluyendo Robb's Buildings (ahora demolido), un gran edificio de oficinas victoriano de cinco plantas de estilo clásico diseñado por Thomas Watts and Sons (y supuestamente el más alto en el Centro de Melbourne en 1885); un edificio de la década de 1920 del mismo tamaño, el Rialto Building (1889) diseñado por William Pitt; y el Winfield Building (1890) diseñado por Charles DEbro & Richard Speight all formed a uniform height limited streetscape a lo largo de Collins Street y alrededor la esquina de King Street.  
Durante la década de 1970, la gran parcela derrelicta fue propiedad de National Mutual Life Association of Australasia y fue en torno a 1979 cuando se preparó la primera propuesta de proyecto y fue presentada al Melbourne City Council.  
Se hizo poco progreso hasta 1980, cuando la parcela fue adquirida por Grollo Australia.  A pesar de la integridad structural de los Robb's Buildings y las objeciones de National Trust of Victoria, Grocon argumentó exitosamente que la retención de Robb's Buildings arruinaría el efecto del edificio propuesto y que ya que no se integraría bien con la nueva estructura y que Rialto debería tener su propio podio moderno de hormigón y cristal. Durante el proceso de solicitud los edificios Rialto y Windfield fueron añadidos a los registros de patrimonio y una extensión de 10 metros y fachadas laterales incluyendo tejados victorianos, torrecillas y el pequeño callejón de acceso se mantuvieron para que fueran integrados al proyecto.

## Construcción

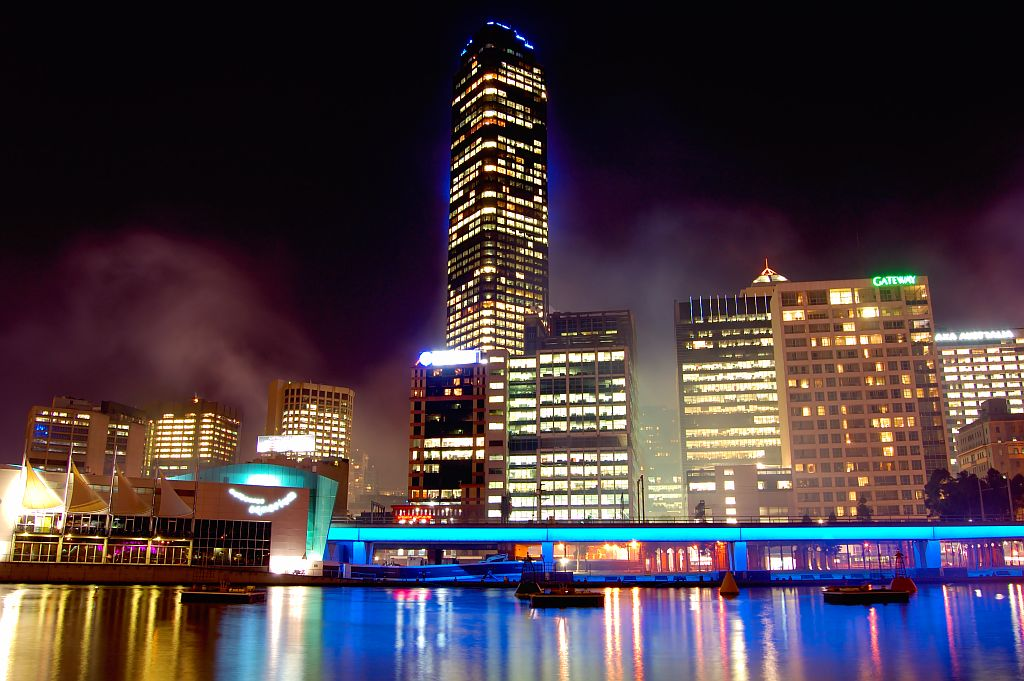
Rialto Towers, Melbourne de noche

Los Robb's Buildings fueron por lo tanto demolidos abriendo camino a que comenzara la construcción de Rialto.
Diseñado por los arquitectos Gerard de Preu and Partners en asociación con Perrott Lyon Mathieson, el edificio fue construido entre 1982 y 1986, abierto en octubre de 1986, y toma su nombre del antiguo Rialto Building al lado. La gran fachada de muro cortina de cristal reforzado tintado de azul es su característica principal y cambia de color durante el día, variando de un azul oscuro a un dorado brillante durante la puesta de sol.
Tiene 251 m (824 ft) de altura, con 63 plantas y 3 sótanos. Comprende dos torres unidas, la más baja, North Tower,tiene 185 m y 43 plantas. En total, hay 84.000 m² de espacio de oficinas.  
Los primeros ocupantes se trasladaron a las plantas inferioresen 1984,  mientras las superiores estaban todavía en construcción.

## Plataforma de observación
La Plataforma de Observación de Melbourne (Melbourne Observation Deck) abrió al público el 19 de julio de 1994 y se sitúa en la planta 55 de la Torre Sur, a 234 m de altura. Se pueden tener vistas de hasta 60 km en un día claro, Es servido por dos passenger ascensores de pasajeros exprés. Sin embargo, el 31 de diciembre de 2009, la plataforma de observación cerró para convertirse en un restaurante.

## Rialto Run-up
Inspirada por la popular Carrera Vertical del Empire State Building, una carrera de escaleras de 242 metros y 1222-1254 peldaños a la planta 53 de Rialto fue corrida por primera vez a finales de la década de 1980, y se convirtió en un evento annual con divisiones masculina y femenina conocida como Rialto Run-up. Entre los ganadores previos se encuentran Robin Rishworth (1989,1990) y Geoff Case (1991). El ganador era premiado con un viaje a Nueva York para competir en la carrera del Empire State Building.

## Estadísticas
En total hay 36 ascensores, 95 km de cables de ascensores, 706 puertas de ascensores y 1.450 escalones. La superficie exterior del edificio tiene 13.000 ventanas.